# Sixième croisade
La sixième croisade, de 1228 à 1229, est une expédition organisée par l'empereur romain germanique Frédéric II pour reconquérir les territoires du royaume de Jérusalem perdus depuis la conquête par Saladin. Elle a été un demi-succès temporaire pour les croisés, mais ses objectifs sont atteints par la diplomatie d’un empereur excommunié plutôt que par les combats. Cela signifiait, au grand scandale de la chrétienté, qu'un empereur jugé hérétique conduisait la reconquête de la Terre sainte. Cette méthode crée toutefois un précédent qui influence les croisades suivantes. La venue de Frédéric II met les institutions du royaume de Jérusalem en péril ; se retrouvant sans roi (les barons estimant que Frédéric a perdu cette qualité à la mort de sa femme Isabelle de Jérusalem, reine régnante de Jérusalem), le royaume manque désormais d’un pouvoir central et se retrouve en proie à l’anarchie, les différentes factions (barons, ordres de chevalerie, compagnies maritimes commerciales) favorisant chacune sa propre politique sans souverain pouvant jouer un rôle d'arbitre.

## Contexte

### La mainmise germanique sur le royaume de Jérusalem
La cinquième croisade, qui avait cherché à se rendre maîtresse d’une partie de l’Égypte afin de négocier l’échange des territoires égyptiens contre Jérusalem et le reste des territoires conquis par Saladin, a d’abord connu un succès avec la prise de Damiette puis avec la proposition, négociée avec le sultan d’Égypte Al-Kâmil, d'échanger Damiette contre Jérusalem. Mais l’intransigeance du légat Pélage, repoussant la proposition pour tenter de conquérir l'Égypte entière, fait échouer la croisade et lui fait perdre toutes ses avancées.
Jean de Brienne, roi de Jérusalem, se rend alors à Rome pour discuter avec le pape Honorius III des conditions d’une nouvelle croisade ; il s'y plaint du légat Pélage et de son comportement au cours de la croisade. Le pape lui donne raison. 
À cette époque, Frédéric II de Hohenstaufen, empereur et roi de Sicile, est en mésentente avec la papauté, car ses terres encerclent de près les États pontificaux ; de plus, lors de son sacre en 1220, il a promis à Honorius III, un de ses anciens tuteurs, qu'il se croiserait et partirait pour Jérusalem avant août 1221 ; il ne tient toutefois pas ses engagements, principalement justement pour s'assurer de la stabilité de son pouvoir politique en Occident (notamment aux dépens de la papauté). Honorius III, conseillé par Hermann de Salza, grand maître de l’Ordre Teutonique et proche également de Frédéric, propose alors à Jean de Brienne de marier sa fille Isabelle, future reine de Jérusalem, à l’empereur, espérant aider à l'éloignement de Frédéric II. 
Intéressé par cette perspective, Jean de Brienne accepte, et sa fille, couronnée à Tyr en 1225, part pour la Sicile ; toutefois, le lendemain du mariage, célébré le 9 novembre 1225, Frédéric II se proclame roi de Jérusalem — en tant qu'époux d'Isabelle —, écartant de fait Jean de Brienne, régent du royaume, du pouvoir. Cette décision, apparemment contraire aux promesses faites à Brienne avant le mariage, engage ce dernier dans des démarches extrêmement hostiles à l'empereur. 

### Dissensions entre papauté et empire
L’échec de la cinquième croisade avait eu pour cause, en plus de l’intransigeance du légat, le front commun dressé par les trois frères, princes ayyoubides d’Égypte, de Damas et de Harran, Al-Kâmil, Malik al-Mu'azzam et Al-Ashraf. Mais cette alliance vole en éclats à la fin de l'année 1223, et les trois princes se font dès lors la guerre. En 1226, le pape ordonne à Frédéric II de partir en croisade, sous peine d’excommunication. En septembre 1227, Al-Kâmil, sultan d’Égypte, s’apprête à combattre son frère al-Mu'azzam, sultan de Damas, mais redoute des traîtrises de la part de ses troupes, ainsi que les bandes kharismiennes. Aussi appelle-t-il à son secours Frédéric II, lui promettant en échange la ville de Jérusalem.
Dès le mois d’octobre 1227, Frédéric II envoie des troupes sous le commandement du duc Henri IV de Limbourg, puis cinq cents chevaliers sous le commandement de Riccardo Filangieri. Mais une épidémie frappe le corps expéditionnaire massé à Brindisi en août 1227. Le landgrave Louis de Thuringe, qui était censé diriger l'expédition, succomba également à la maladie en septembre. Frédéric décida alors d'ajourner la croisade, mais le nouveau pape Grégoire IX applique à la lettre les menaces d'Honorius III, et l’excommunie le 28 septembre 1227, lui interdisant implicitement, puis formellement de partir en croisade. Le pape soutient également désormais les actions de Jean de Brienne en Italie contre Frédéric II.

## La croisade

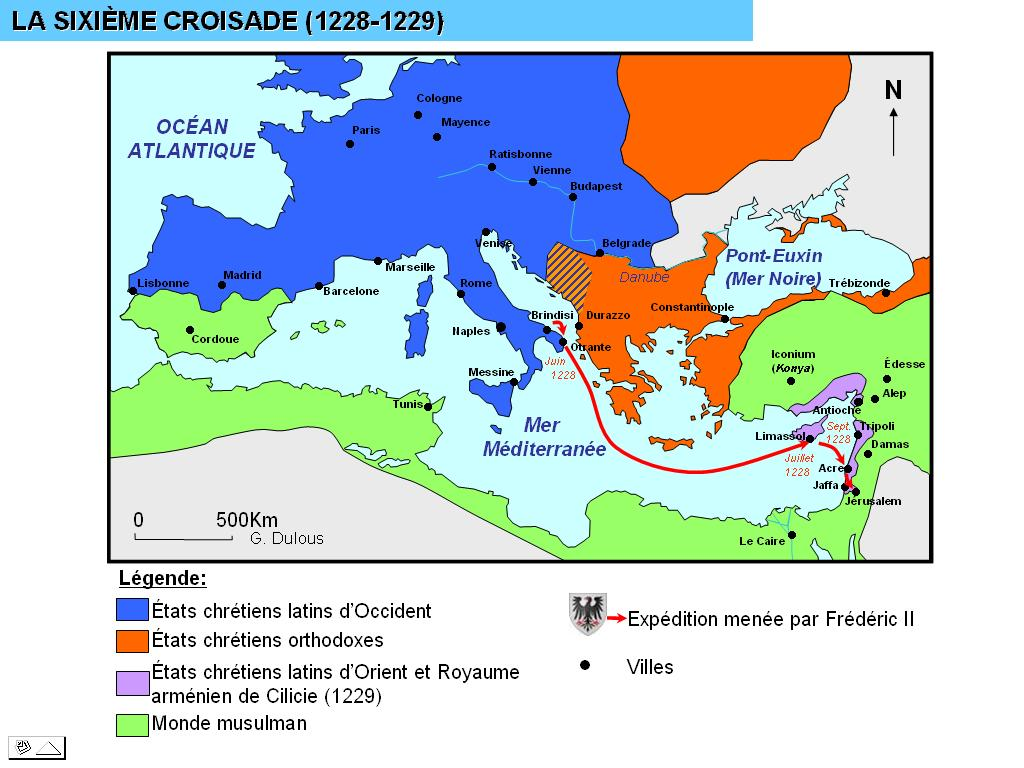
La sixième croisade

Frédéric II passe outre cette interdiction, et malgré la mort d'Isabelle en lui donnant un fils le 25 avril 1228, lui ôtant sa légitimité en tant que roi de Jérusalem, il s’embarque le 28 juin 1228 de Brindisi en direction de la Syrie, avec trois mille soldats. Mais al-Mu’azzam, sultan de Damas, est mort le 11 novembre 1227, laissant son émirat à son fils An-Nasir Dâ'ûd, jeune homme inexpérimenté. Cette situation nouvelle écarte tout danger pour Al-Kâmil, qui regrette maintenant d’avoir appelé Frédéric II,.

### Le séjour dans le royaume de Chypre
Les croisés débarquent à Limassol, dans le royaume insulaire de Chypre, le 21 juillet 1228. Le trône chypriote est alors occupé par un enfant de onze ans, Henri Ier, sous la régence de Jean d'Ibelin. Frédéric II est reçu par Jean d’Ibelin, mais ses opposants, avec Amaury Barlais à leur tête, approchent l’empereur et l’engagent à éliminer le régent et tout le clan d’Ibelin. Au cours du banquet donné en l’honneur de l’empereur, ce dernier demande au régent des comptes sur sa gestion des finances des royaumes de Chypre et de Jérusalem. Énergiquement, Jean d’Ibelin refuse, arguant qu’il n'est responsable de la régence de Chypre que devant la Cour de Nicosie, et de ses possessions et titres sur Beyrouth que devant la Haute Cour du royaume de Jérusalem. L’empereur, bien que courroucé, n’ose emprisonner Jean d’Ibelin qui part se retirer et se retrancher dans sa forteresse de Dieudamour. Certains chroniqueurs affirment que Frédéric a exigé que Jean d'Ibelin lui remette la régence du Royaume de Chypre ; dans tous les cas, un traité met fin au conflit entre les deux hommes et attribue à Frédéric la régence du royaume. En butte à l'hostilité d'une partie de la noblesse chypriote, mais n’osant pas poursuivre les représailles[précision nécessaire] à cause de nouvelles provenant de la Syrie, Frédéric II embarque le 3 septembre à destination de Saint-Jean-d'Acre.

### L’arrivée dans le royaume de Jérusalem
L’empereur débarque à Saint-Jean-d’Acre le 7 septembre, précédé par la mauvaise réputation que lui occasionne son séjour chypriote. Dès son arrivée, il apprend que les ordres de chevalerie des Templiers et des Hospitaliers lui sont hostiles, arguant son excommunication qui pour eux le rendent de facto hérétique. Cette hostilité est aussi partagée par une grande partie des barons de la Terre Sainte en raison de son attitude vis-à-vis de Jean de Brienne, personnage jouissant de son côté d'une certaine popularité. Qui plus est, quelques jours après son arrivée, deux légats du pape débarquèrent dans la même ville et donnèrent l'ordre aux croisés de ne pas obéir à l'empereur excommunié.
Le soutien d’Al-Kâmil, sur lequel l'empereur comptait, n’existe plus, en raison de la mort de l’émir de Damas. Frédéric II a tablé sur la diplomatie pour entreprendre sa croisade, qui souffre de ce fait d’un manque de préparation militaire et financière. Il n’a apporté avec lui que six cents chevaliers dont la fidélité est amoindrie par son excommunication. La chrétienté est alors divisée entre, d'un côté, les Siciliens, les Allemands, les Teutoniques, les Pisans et les Génois obéissant à l'empereur, et, de l'autre côté, les Anglais, les Français, les Templiers et les Hospitaliers cherchant à contrecarrer ses actions.
Frédéric II commence par faire fortifier la ville de Jaffa (mi-novembre 1228). Il apprend peu après que son beau-père Jean de Brienne se venge en envahissant ses domaines napolitains, convoitant le trône de Sicile ; il hésite alors entre revenir en Europe sans avoir récupéré Jérusalem, ou rester en Terre Sainte et risquer la perte du royaume de Sicile. Les conditions climatiques rendent la navigation impraticable et décident pour lui.

### L'accord entre Frédéric II et al-Kâmil
Malgré la mort d'al-Mu’azzam, la guerre entre les Ayyoubides n’est pas finie, car le nouvel émir, al-Nasir Dâwûd, appelle en août 1228 à son secours son oncle Al-Ashraf, sultan de Harran ; ce dernier, sous couvert d'aide, ambitionne d’écarter son neveu pour s’emparer du sultanat de Damas. Chacun des frères, Al-Kâmil et Al-Ashraf, fait assaut de déclarations diplomatiques, utilisant la menace de la croisade germanique, pour intimider son adversaire. À la fin du mois de novembre 1228, les deux frères se mettent d’accord sur le partage de l’émirat de Damas, mais al-Nasir Dâwûd, averti de cet accord fait sur son dos, se retranche dans Damas, qui est alors assiégée par ses deux oncles. Durant le séjour de Frédéric II en Palestine, les Ayyoubides sont plus occupés par leurs luttes familiales que par la menace des croisés.
Après avoir terminé les travaux de fortification de Jaffa, Frédéric II commence les négociations avec Al-Kâmil. Ce dernier est en train d’assiéger Damas et ne la prend avec l'aide d'Al-Ashraf que le 12 juillet 1229, lui permettant de conclure une paix avec son frère et son neveu. Un accord est conclu avec l'empereur le 18 février 1229 : Frédéric II s’engage à la neutralité dans les affaires ayyoubides et Al-Kâmil rend la ville de Jérusalem, Nazareth, Bethléem et leurs environs aux Francs ; les deux souverains concluent une trêve de dix ans. Toutefois, certaines clauses ne sont pas au goût de tout le monde : les musulmans sont censés conserver leurs lieux de culte dans les villes rétrocédées, et surtout les murs d'enceinte de Jérusalem doivent être abattus, laissant la ville sainte sans défense, à la merci de n'importe quelle horde de pillards.. 

### La prise de possession de Jérusalem
Frédéric fait son entrée dans la ville le 17 mars 1229 et se couronne lui-même roi de Jérusalem le lendemain. Dans le même temps, le pape réaffirme l'excommunication impériale, tandis que le patriarche Gérold, mécontent des raisons de la rétrocession de Jérusalem dans ces conditions, jette l'interdit sur Jérusalem. Malgré ses griefs à l’encontre de l’empereur, Grégoire IX juge malvenu cet interdit sur Jérusalem au moment où elle redevient possession chrétienne et adresse un blâme au patriarche.
Par le passé, les alliances entre les musulmans et les Francs avaient été également mal vues par l'opinion islamique, aussi Frédéric II ne cherche pas à froisser les musulmans lors de son séjour à Jérusalem et confirme le droit aux musulmans d’y pratiquer leur religion, n'hésitant pas à reprocher à un prêtre d'avoir pénétré sans autorisation dans la mosquée principale. Qu'il soit réellement irrité par les attaques de Gérold ou qu'il se serve de ces querelles comme prétexte, il quitte Jérusalem au bout de trois jours avec tous ses soldats, laissant la ville sans défenseurs, et sans avoir pris le temps de relever les murailles de la ville, la laissant ainsi à la merci des premiers pillards venus[Ce passage est incohérent].
Il reste un mois à Acre, tentant de régler les problèmes consécutifs à ses méthodes autoritaires[Lesquels ?], puis se rembarque d'Acre le 1er mai 1229 sous les huées de la population de la ville mise au courant de l'abandon de Jérusalem[réf. nécessaire]. Après une brève escale à Chypre, il quitte définitivement l'Orient le 10 mai à destination de l'Italie, laissant les États latins d'Orient en proie à une guerre civile entre partisans et ennemis de l'empereur, la guerre des Lombards.

## Conséquences
En apparence, la sixième croisade est un succès, le but de reconquérir Jérusalem pour la chrétienté étant atteint ; Frédéric II a également montré que les États latins d’Orient peuvent se maintenir par des moyens autres que militaires. Cette stratégie diplomatique est reprise par la suite, notamment lors des croisades de 1239.
Mais, en repartant vers l’Occident, il laisse derrière lui un grand nombre de problèmes non résolus. Conformément au traité passé avec Al-Kâmil, les fortifications de Jérusalem ne sont pas rebâties, et la ville se trouve désormais à la merci du premier émir venu. Al-Nasir Dâwûd, l'ex-émir de Damas devenu ensuite émir de Transjordanie, prend la ville en 1239 et fait détruire la Tour de David, forteresse de la ville ; les kharismiens la pillent en 1244.
Ensuite, sa politique autoritaire n'est pas acceptée en Terre sainte ; il laisse également le royaume sans roi résident. Officiellement, il transmet son titre à son fils Conrad, fils d'Isabelle, mais ce dernier ne met pas les pieds en Terre Sainte. La guerre des Lombards dure jusqu’en 1243, et se termine par l'élimination du parti impérial ; les barons se divisent ensuite en plusieurs factions et partagent le pouvoir avec d’autres groupes : les Templiers, les Hospitaliers, les Génois, les Vénitiens, les Pisans. Chacun de ces groupes a sa propre politique intérieure et extérieure, parfois en conflit avec celle d’un autre groupe, et l’absence d’un roi, puis le refus de se doter d’une régence forte, empêchent l’existence d’un pouvoir central capable d’arbitrer les litiges. À la disparition en 1268 du dernier descendant de Frédéric II et d’Isabelle, le roi de Jérusalem Conrad III, ses cousins, Hugues III de Chypre et Marie d'Antioche, puis leurs successeurs respectifs, se disputent le titre et ses effets, sans s'imposer assez pour stabiliser leur pouvoir. La dernière capitale, Saint-Jean-d'Acre, est conquise par les Mamelouks en 1291, marquant la fin des croisades.